# パンナ・コッタ

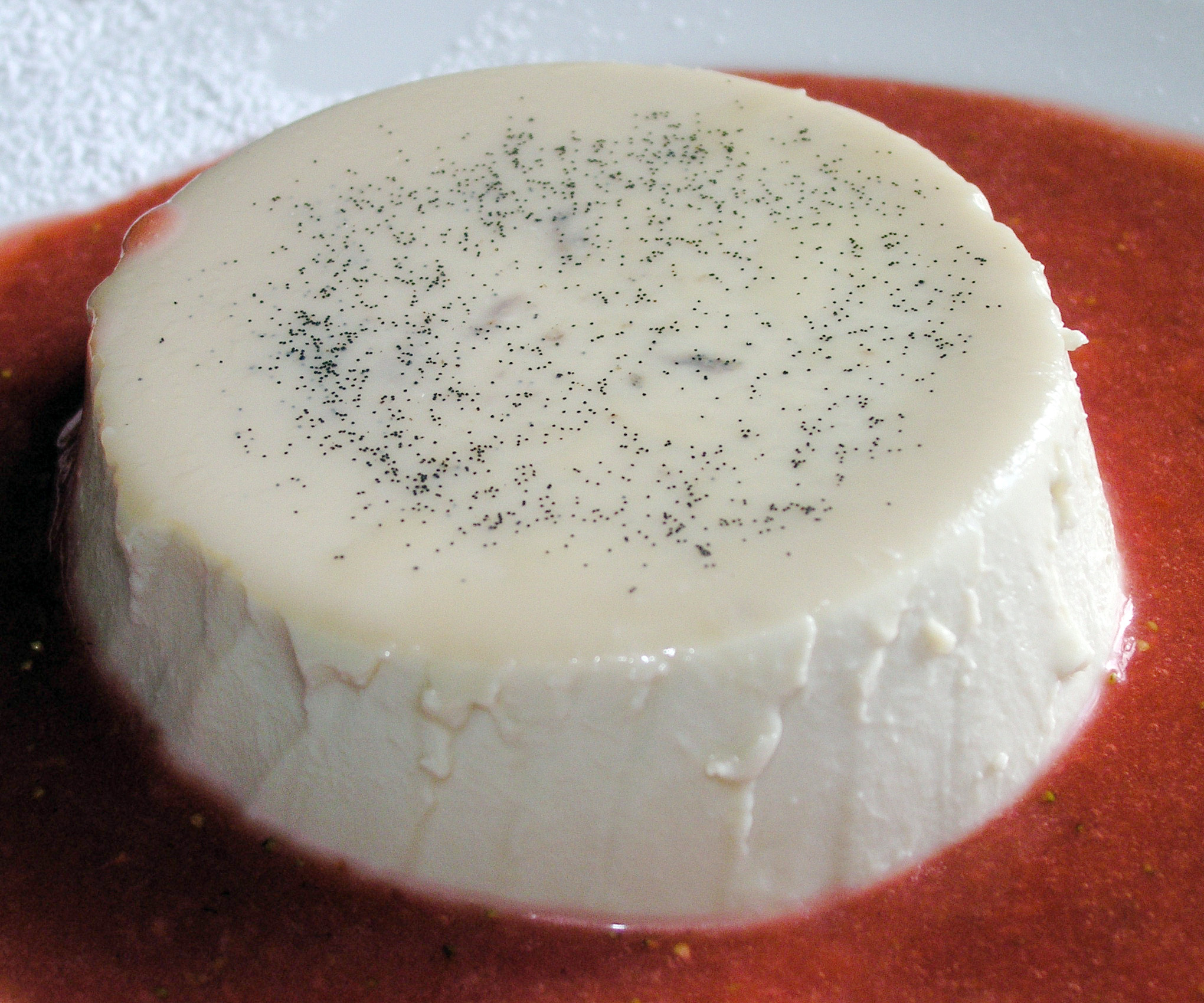
苺ソースを添えたパンナコッタ

パンナ・コッタまたはパンナコッタ（イタリア語: panna cotta）は、イタリア発祥の洋菓子の一種である。イタリア語でコッタは焼いた、パンナは生クリーム、という意味である。
本来のレシピでは、卵白と生クリーム、砂糖を使ったアパレイユ（生地）をオーブンで焼き、冷やして仕上げる焼き菓子である。しかし、現在ではゼラチンでとろみをつけ、型に流して冷やし固めるタイプのものも多く見られる。こちらはつるりとした口当たりが特徴の、冷たいクリームデザートとなっている。クリームはコーヒー、バニラ、または他の調味料で香り付けされていることもある。

## 調理法

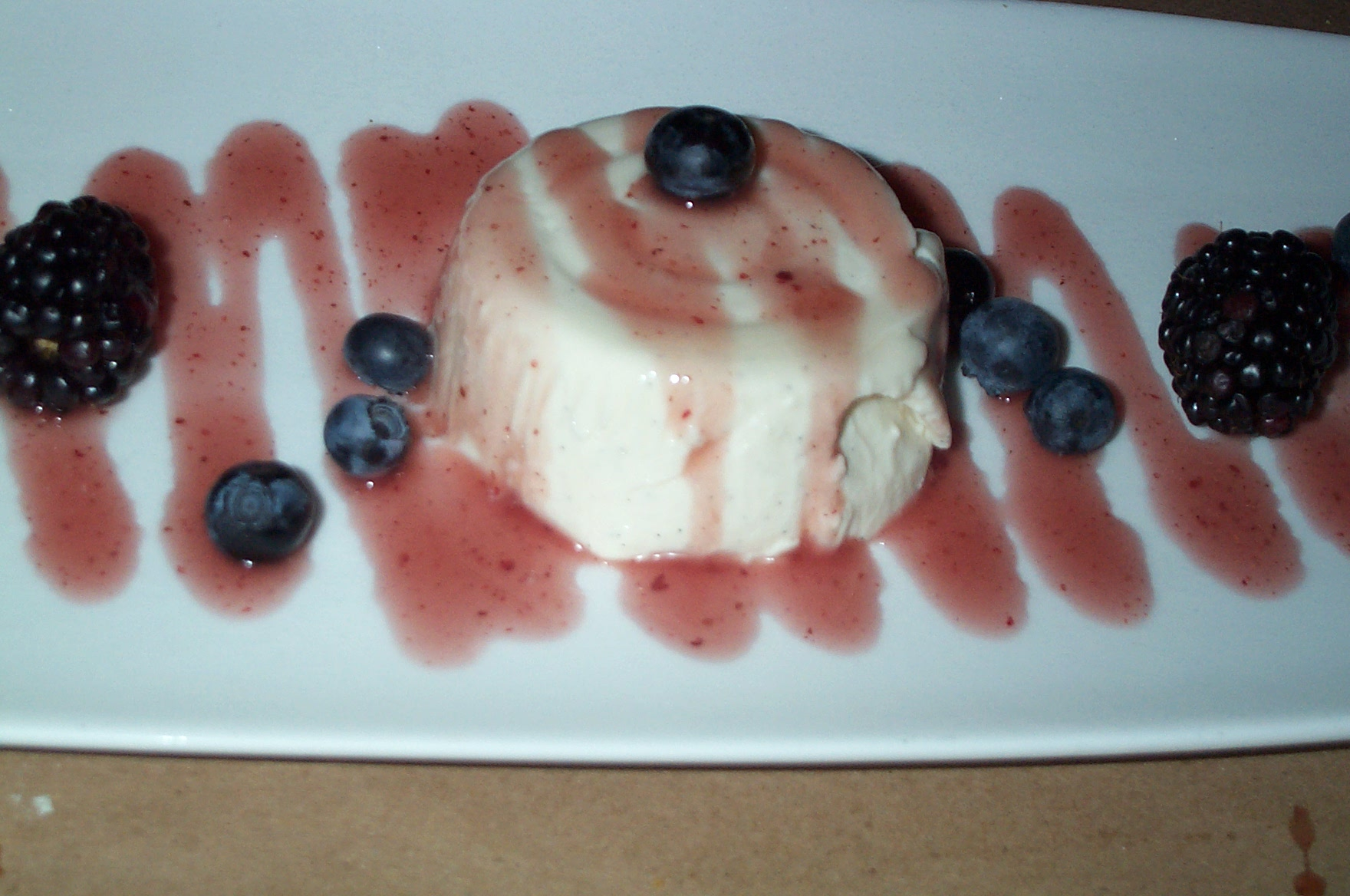
ブルーベリーソースのかかったパンナコッタ

砂糖は温かいクリームに入れて溶かす。クリームには香辛料などを入れたり、ラム酒、コーヒー、バニラなどを加えたりして風味をつけられていることがある。ゼラチンを冷たい液体で柔らかくしてから、温かいクリームの混合物に加える。これを型に流し込み固める。 その型の底にキャラメルを入れることもあり、クリームキャラメルに似たものになる。
その名前は「調理したクリーム」を意味するが、材料は強く熱するのではなく、ゼラチンと砂糖が十分溶ける程度に温めるだけである。

## 付け合わせ
パンナコッタはしばしばベリーのクーリ、キャラメルやチョコレートのソースと一緒に提供される。フルーツやリキュールを乗せることもある 。

## 歴史
パンナ・コッタという名前は、1960年代までイタリアの料理本には記載されていなかったが、イタリア北部のピエモンテ州の伝統的なデザートである 。1つの(文書化されていない)歴史によると、1900年代初頭にランゲ地方でハンガリーの女性が作ったのがはじまりといわれている。 1879年の辞書にはゼラチンを使って調理し、型に入れ、クリームで作ったラテ・イングレーゼ、つまり「イングランドの牛乳」という料理がある。他の出典にはラテ・イングレーゼは卵黄で作られており、その名称はとろみがあるカスタードのようなものを指すと書いてある。
ピエモンテ州は2001年にその地域の伝統的な食品の一覧にパンナコッタを入れた 。そのレシピにはクリーム、牛乳、砂糖、バニラ、ゼラチン、ラム酒、マルサラが含まれておりキャラメルとともに型に流し込む。 他の著者は伝統的な風味は桃のブランデーであり、伝統的なパンナコッタにはソースや他の付け合わせをしないと考えている 。
パンナコッタは1990年代にアメリカで流行した。

## 日本でのブーム
日本では1992年にサントリーが業務用粉末「即席パンナコッタ」を、1993年に森永乳業がカップ入りの量産品を発売し、ブームになった。喫茶店やファミリーレストランのメニューに追加されたほか、家庭でデザートやおやつとして手作りされる。生クリームの割合が多いと高カロリーになる上、日本では生クリームは値段が高いために、家庭では牛乳やエバミルクを多く使用することもある。飲食店ではココットに入って出てくることが多い。

## 関連食品
ババロアはパンナコッタに似ているが通常は卵とゼラチンが含まれており、型に流し込む前にホイップクリームを混ぜ合わせる
ブラマンジェは時々ゼラチンやアイシンググラスを、時にはでんぷんを用いて濃くする。
パンナコッタは時にカスタードと呼ばれることもあるが、本当のカスタードはゼラチンではなく卵黄でとろみをつけている。